# Jeholodens
Jeholodens is een geslacht van uitgestorven zoogdieren uit het Krijt. Dit primitieve dier behoort tot de orde Triconodonta.
Jeholodens leefde tijdens het Vroeg-Krijt (circa 125 miljoen jaar geleden) in China. Vrijwel complete fossielen zijn bekend uit de Yixian-formatie van Liaoning. Jeholodens was ongeveer 12 centimeter lang en het had een ratachtig uiterlijk met een lange staart. Dit primitieve zoogdiertje was waarschijnlijk een nachtactieve insecteneter. De bouw van de voeten en de korte vingers geeft aan dat Jeholodens een bodembewoner was.